# Обојени метали
Обојени метали (engleski: Non-Ferrous Metals) су легуре или метали који не садрже значајне количине гвожђа или га уопште не садрже.  Сви чисти метали су обојени метали, осим гвожђа (Фе), које се такође назива ферит од латинског „феррум“, што значи „гвожђе“.
Обојени метали су скупљи од црних метала, али се користе због својих пожељних својстава, укључујући малу тежину (алуминијум), високу проводљивост (бакар), немагнетна својства или отпорност на корозију (цинк).  Неки обојени материјали се користе у индустрији гвожђа и челика, као што је боксит, који се користи за флукс у високим пећима. Други обојени метали, укључујући хромит, пиролузит и волфрамит, користе се за прављење легура гвожђа. Међутим, многи обојени метали имају ниске тачке топљења, што их чини мање погодним за примену на високим температурама.
Постоји велики број обојених материјала који покривају сваки метал и легуру која не садржи гвожђе. Обојени метали укључују алуминијум, бакар, олово, никл, калај, титанијум и цинк, као и легуре бакра попут месинга и бронзе. Остали ретки или племенити обојени метали укључују злато, сребро и платину, кобалт, живу, волфрам, берилијум, бизмут, церијум, кадмијум,ниобијум, индијум, галијум, германијум, литијум, селен, тантал, телур, ванадијум и цирконијум. 
Обојени метали се обично добијају из минерала као што су карбонати, силикати и сулфиди  пре него што се рафинишу електролизом. 
Разлика између црних и обојених метала је у томе што црни метали садрже гвожђе. Црни метали, као што су ливено гвожђе или угљенични челик, имају висок садржај угљеника, што их генерално чини рањивим на рђу када су изложени влази. Међутим, то није случај за ковано гвожђе, које је отпорно на рђу због своје чистоће, и нерђајући челик који је заштићен од корозије присуством хрома.

## Историја
Обојени метали су били први метали које су људи користили за металургију. Злато, сребро и бакар постојали су у свом природном кристалном, али металном облику. Ови метали, иако ретки, могли су се наћи у количинама довољним да привуку пажњу људи. Бакар је био први метал који се ковао; био је довољно мекан да се хладним ковањем од њега обликују различити предмети и могао се растопити у лончићу. Злато, сребро и бакар заменили су неке од функција других ресурса, као што су дрво и камен, захваљујући њиховој способности да се обликују у различите облике за различите намене.  Због своје реткости, ови златни, сребрни и бакарни артефакти третирани су као луксузни предмети и са њима се поступало са великом пажњом.  Употреба бакра је такође најавила прелазак из каменог у бакарно доба. Бронзано доба, које је наследило бакарно доба, проналаском бронзе, легуре бакра и калаја. 

## Подела
Метали се обично деле на црне и обојене. Према овој подели у црне метале спада гвожђе (понекад манган и хром), а сви остали метали су обојени и деле се у четири групе;

### Тешки обојени метали
Ово укључује метале са густином већом од 5 кг/дм³, иако неки сматрају да је ова граница 3,8 кг/дм³. То су: олово, бакар, цинк, никл, кобалт. 

### Лаки обојени метали
То су метали чија је густина мања од 5 кг/дм³, у њих спадају: алуминијум, магнезијум, берилијум, титан. 

### Племенити метали
Су; Злато, сребро и платина. 

### Ретки метали
Они су: индијум, галијум, селен, телур , волфрам, ванадијум, молибден, цирконијум, ренијум, уранијум.
Ова група метала се такође дели на: растресите, тешко растворљиве и радиоактивне. 

## Механичка и конструктивна употреба
Обојени метали користе се у стамбеној, комерцијалној и машинској индустрији. Избор материјала за механичку или структурну примену захтева нека важна разматрања, укључујући колико лако се материјал може обликовати у готов део и како се његова својства могу намерно или нехотице променити у процесу. У зависности од крајње употребе, метали се могу једноставно лити у готови део, или изливати у прелазни облик, као што је ингот, затим обрађивати ковањем, ваљањем, екструдирањем или другим процесом деформације. Иако се исте операције користе са црним као и са обојеним металима и легурама, реакција обојених метала на ове процесе формирања је често озбиљнија. Сходно томе, својства се могу значајно разликовати између ливеног и кованог облика истог метала или легуре. 

## Рециклажа и контрола загађења
Због њихове широке употребе, отпад од обојених метала се обично рециклира. Секундарни материјали у отпаду су од виталног значаја за металуршку индустрију, јер су они често потребни за производњу нових метала.  Нека постројења за рециклажу поново топе и лију обојене материјале. Шљака се сакупља и складишти на лицу места док се метална испарења филтрирају и сакупљају.  Отпад од обојених метала се добија из отпадног индустријског материјала, емисија честица и застареле технологије (на пример, бакарних каблова) отпада. 